# Heinz Hinners
Heinz Hinners (* 26. Juli 1912 in Bremen; † 5. März 1990 in Bremen) war ein Ortsamtsleiter und Politiker (SPD) aus Bremen und er war Mitglied der Bremischen Bürgerschaft.

## Biografie

### Ausbildung und Beruf
Hinners war als Nachfolger von Georg Schumacher (SPD) von 1948 bis 1975 Leiter des Ortsamtes von Osterholz und er wurde nach 27 Dienstjahren von Gero Rosik (SPD) abgelöst. 

### Politik
Hinners war Mitglied der SPD in Bremen in einem Ortsverein in Osterholz.
Er war von 1955 bis 1967 für die SPD zwölf Jahre lang Mitglied der Bremischen Bürgerschaft und in verschiedene Deputationen und Ausschüssen der Bürgerschaft tätig und Sprecher der  Baudeputation. Da er Ortsamtleiter bleiben wollte, konnte er ab 1967 wegen der dann geltenden Regelung der Unvereinbarkeit von Amt oder Bürgerschaftsmandat nicht wieder zum Mitglied der Bürgerschaft gewählt werden.
Als Ortsamtleiter war er in den 1960/70er Jahren maßgeblich beteiligt bei der Entstehung des Ortsteiles und der Großsiedlung Blockdiek. Er koordinierte die Interessengemeinschaft Blockdiek (IgBl), in der anfänglich Vertreter von neun Organisationen und Vereinen mitwirkten. Auch der Bau der Gesamtschule Bremen-Ost (GSO) an der Walliser Straße ging auf Grund seine und die des Bürgerschaftsabgeordneten Ewald Launspach (SPD) zurück.   

### Weitere Mitgliedschaften
Hinners hat 1945 den Turn- und Sportvereins Osterholz-Tenever wieder neu mitbegründet und aufgebaut. Er war seit 1945 längere Zeit Vorsitzender des Großvereins.  

### Ehrungen
Der Heinz-Hinners-Platz in Bremen Alt-Osterholz wurde nach ihm benannt. 